# Tōkaidō

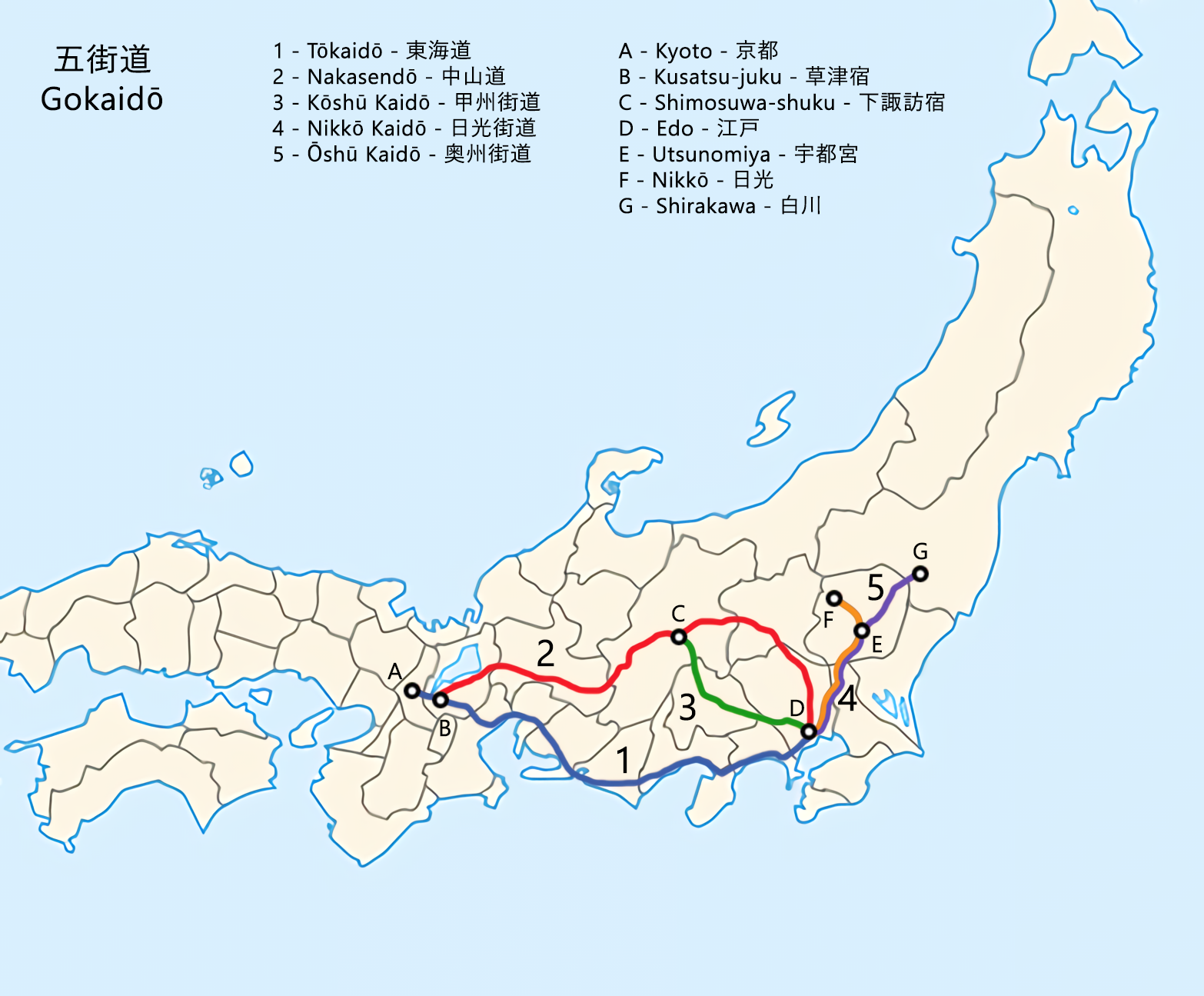
Die Gokaidō, Tōkaidō in blau

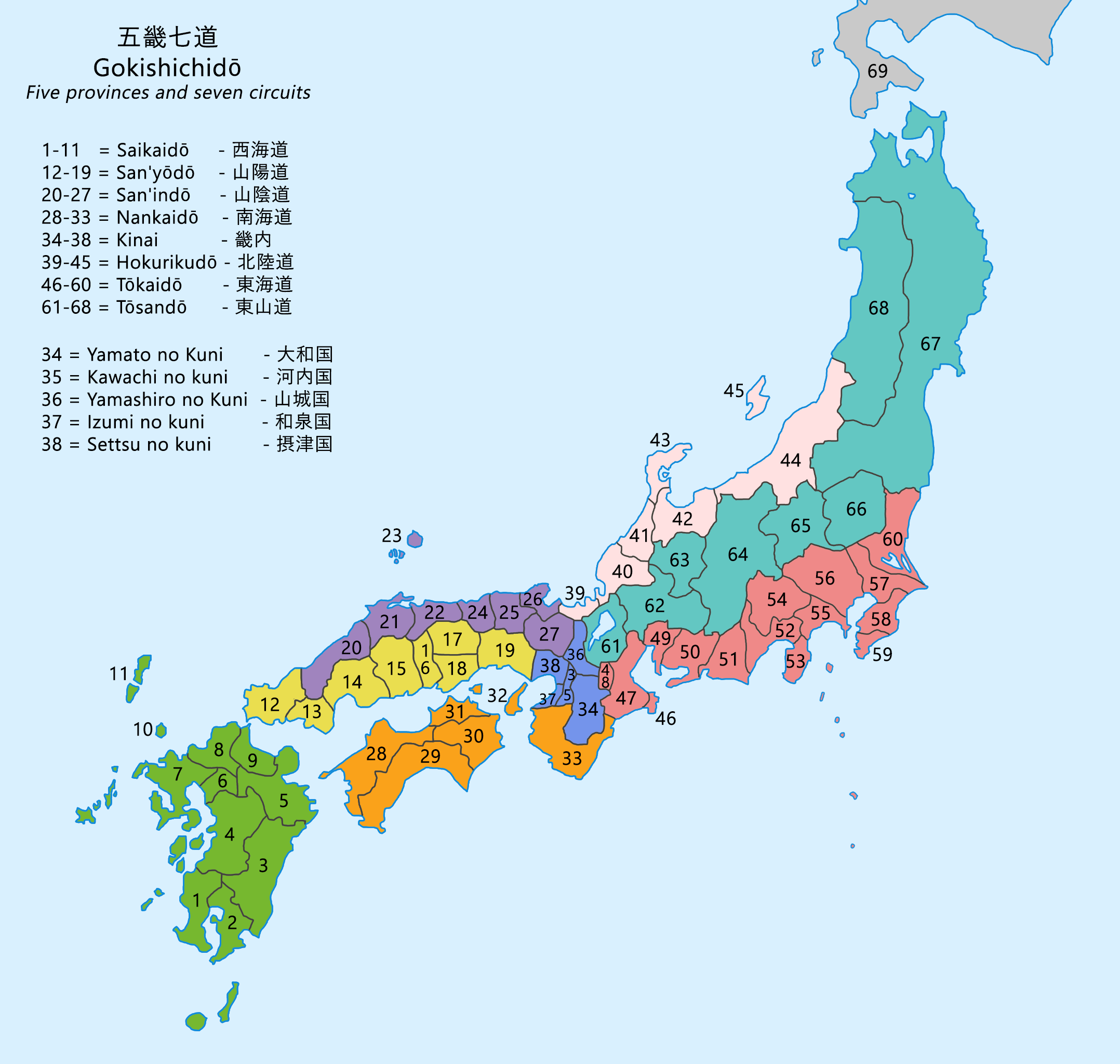
Die sieben -dō und die innere Hauptstadtregion (Kinai) im Altertum

Der Tōkaidō (japanisch 東海道 ‚Ostmeerstraße; Ostmeergau‘) war eine der wichtigsten Post- und Handelsstraßen (Kaidō) des frühneuzeitlichen Japan. Sie ist die südlichste der fünf Hauptstraßen (Gokaidō) und verband in der Edo-Zeit den Regierungssitz des Tokugawa-Shogunats Edo (das heutige Tokio) mit der kaiserlichen Hauptstadt Kyōto. Die neuzeitliche Straße und ihre Vorgänger verbinden die Provinzen von Tōkaidō, eine der Großlandschaften (dō) des Altertums, die nach chinesischem Vorbild eingerichtet wurden (identisch 道 geschrieben, chinesisch -dao gelesen).

## Ritsuryō

Tōkaidō-Provinzen im 19. Jahrhundert

Mit der Einführung des Ritsuryō-Verwaltungssystems nach chinesischem Vorbild übernahm Japan auch das Poststraßensystem aus China. In Artikel 2 des Taihō-Kodex von 701 wurde dieses in Japan eingeführt.
Als eine von diesen Straßen wurde die Tōkaidō eingerichtet, die zunächst als Straße 2. Klasse nur eine nachgeordnete Bedeutung hatte. Sie begann in Seta, lief dann durch den Südosten der Provinz Ōmi durch den Kontrollpunkt (関, seki bzw. sinojapanisch kan) Suzuka no Seki (鈴鹿関) im heutigen Kameyama, im Norden der Provinz Ise, folgte dann grob der Pazifikküste bis zur Hauptstadt der Provinz Hitachi. Die Fernstraße und Region entlang der östlichen  wurde dabei als Tokaidō bezeichnet. Des Weiteren hatte die Straße drei bedeutende Abzweigungen:
- die Ise-ji (伊勢路), die ab Suzuka südlich zum Ise-Schrein in der Provinz Ise und östlich in die Provinz Shima führte;
- die Kai-ji (甲斐路), die in der Provinz Suruga zur Hauptstadt der Provinz Kai abzweigte;
- eine Nebenstraße, die in der Provinz Shimousa zur Provinz Awa auf der Bōsō-Halbinsel abzweigte.

Zudem gab es ein Verbindungsstück, das von Hitachi über den Bezirk Higashishirakawa in der Provinz Iwaki die Tōkaidō mit der grob nördlich parallel verlaufenden Tōsandō verband, die ebenfalls in Suzuka begann.
Nachdem Minamoto no Yoritomo das Kamakura-Shogunat ausrief und der Regierungssitz 1192 nach Kamakura wanderte, stieg die Tōkaidō zur wichtigsten Straße Japans auf.
Zudem wurde Japan mit dem Gokishichidō-System in acht Großregionen unterteilt. Die einzelnen Provinzen der sieben (shichi) äußeren Regionen wurden dabei über ein System von Fernstraßen (dō) an die fünf Provinzen der inneren Region Kinki (goki) angeschlossen und übernahmen von diesen Fernstraßen die Namen. Die Region Tōkaidō bestand dabei aus folgenden Provinzen:
- Provinz Iga
- Provinz Ise
- Provinz Shima (im 8. Jahrhundert von Ise abgetrennt)
- Provinz Owari
- Provinz Mikawa
- Provinz Tōtōmi
- Provinz Suruga
- Provinz Izu
- Provinz Kai
- Provinz Sagami
- Provinz Musashi (vor 771 in Region Tōsandō)
- Provinz Awa (718 von Kazusa abgetrennt, 741 zu Kazusa, 757 wieder abgetrennt)
- Provinz Kazusa (Teil der alten Provinz Fusa)
- Provinz Shimousa (Teil der alten Provinz Fusa)
- Provinz Hitachi

## Edo-Zeit

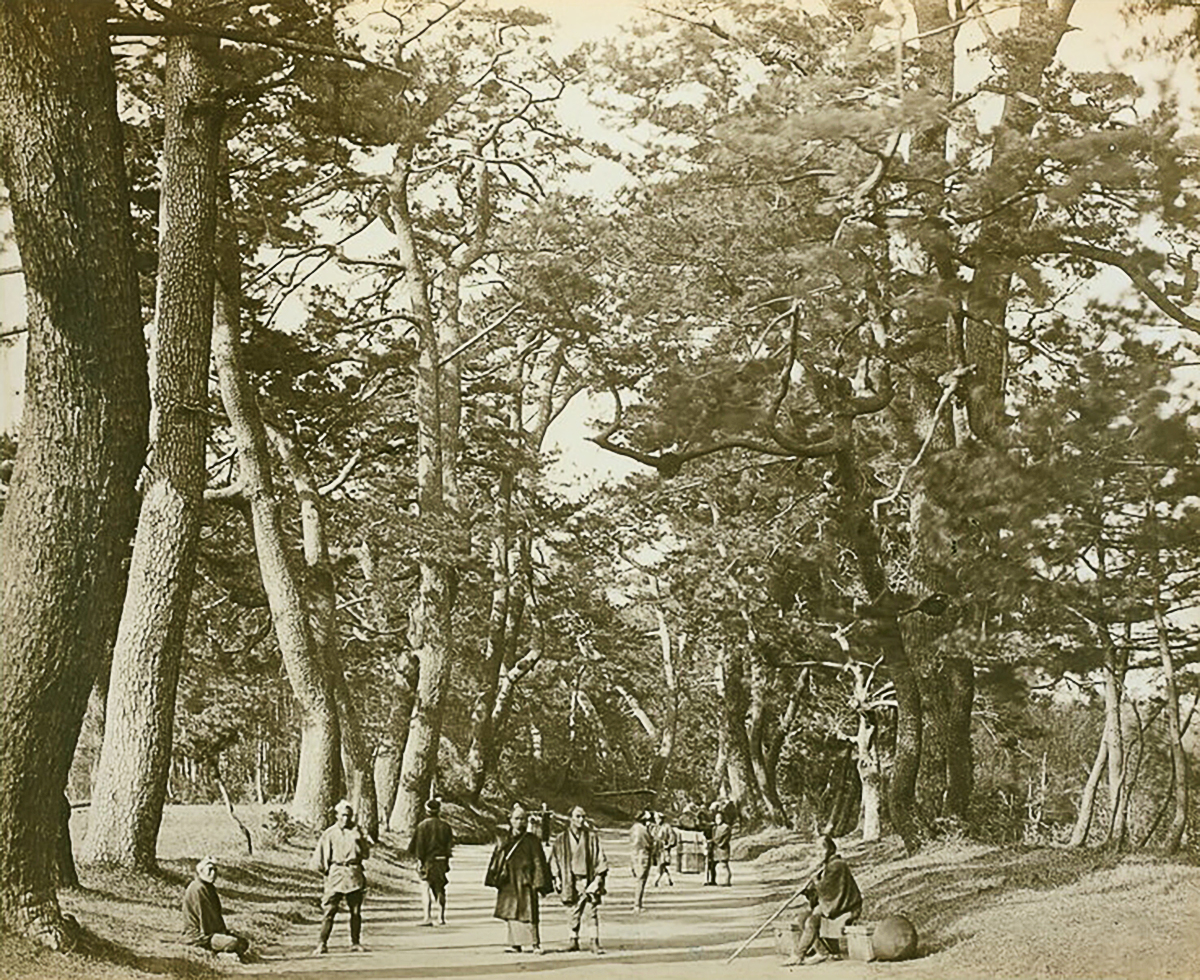
Fotografie der Tōkaidō von Felice Beato, 1865

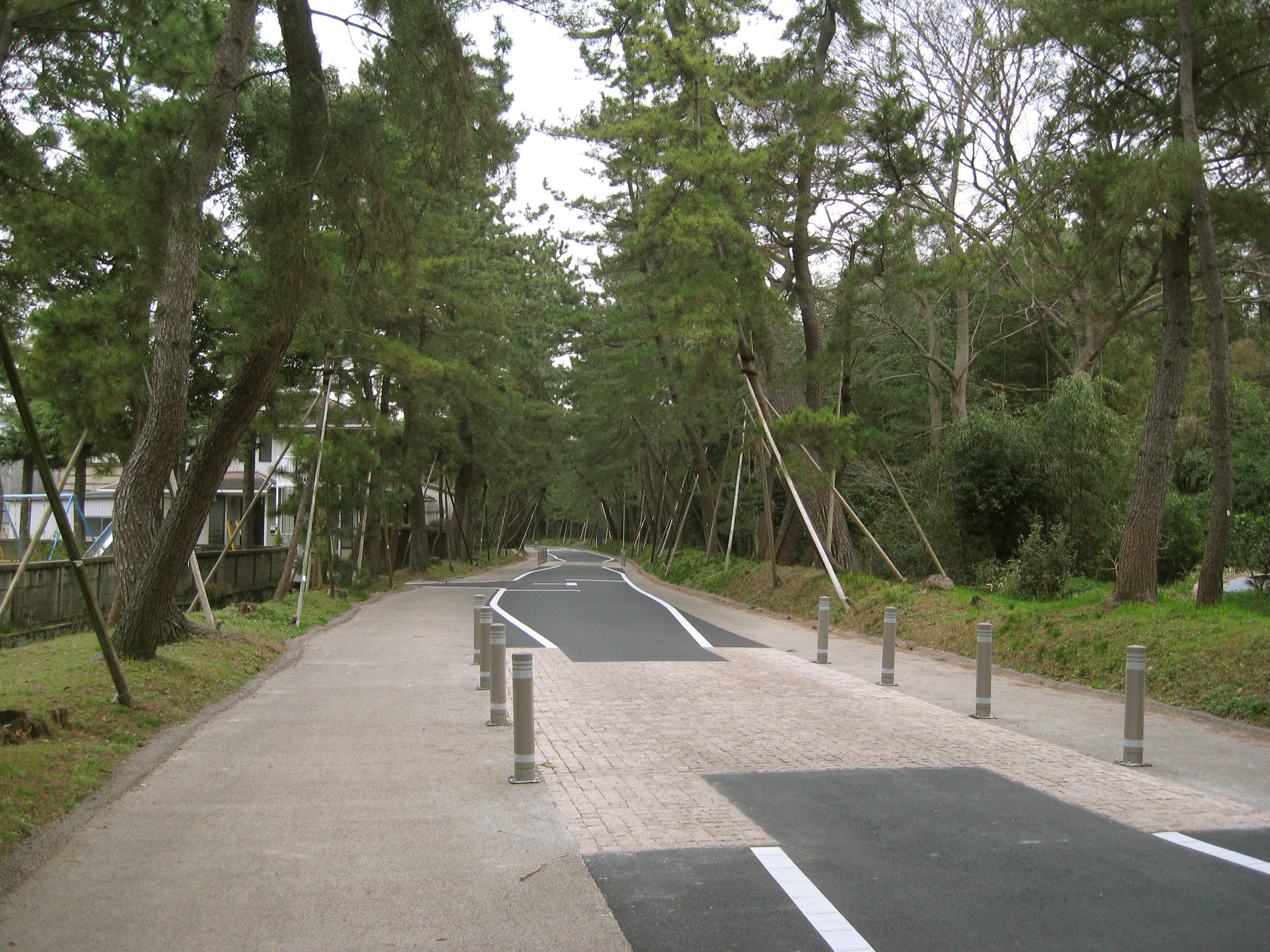
Der Tōkaidō heute in der Präfektur Aichi bei der Station Goyu

Während der Edo-Zeit (1603–1867) wurde sie als eine der „Fünf Straßen“ (Gokaidō) neu hergerichtet und verband nun Edo (das heutige Tokio) mit Kyoto. Über eine Länge von 488 Kilometern lief sie zuerst von Tokio nach Nagoya entlang der Ostküste von Honshū und dann über die Berge und entlang des Südufers des Biwa-Sees nach Kyōto. Während der Edo-Zeit war der Tōkaidō als wichtige Verkehrsader ein wesentliches Machtmittel (Sankin kōtai) für die Shōgun-Dynastie, um die Kontrolle über das Land zu behalten. Der wichtigste Kontrollpunkt war der Hakone Sekisho (箱根関所). Auf diesen geht bis heute die Bezeichnung der Gebiete um Tōkyō als Kantō (関東, „östlich des Kontrollpunkts“) und um Kyōto als Kansai (関西, „westlich des Kontrollpunkts“) zurück. Im Binnenland wurde der Verkehr über den Nakasendō geführt.

### Die 53 klassischen Stationen des Tōkaidō
Entlang des Tōkaidō wurden zwischen den Brücken Nihonbashi in Edo und Sanjō-Ōhashi in Kyōto insgesamt 53 Stationen (宿場, shukuba) erbaut. Es entstanden Gasthäuser, Post- und Zollstationen. Die einzelnen Stationen sind:
| Nr. | Stationsname     | Stationsname | Entfernung  | Ort (historisch / modern) | Ort (historisch / modern) | Ort (historisch / modern) | Ort (historisch / modern) |
| Nr. | Transkription    | Kanji        | Entfernung  | Provinz                   | Bezirk                    | Präfektur                 | Gemeinde                  |
| --- | ---------------- | ------------ | ----------- | ------------------------- | ------------------------- | ------------------------- | ------------------------- |
| –   | Nihonbashi       | 日本橋       | (Start)     | Musashi                   | Toshima                   | Tokio                     | Chūō                      |
| 01  | Shinagawa-juku   | 品川宿       | 2 ri        | Musashi                   | Ebara                     | Tokio                     | Shinagawa                 |
| 02  | Kawasaki-juku    | 川崎宿       | 2½ ri       | Musashi                   | Tachibana                 | Kanagawa                  | Kawasaki-ku, Kawasaki     |
| 03  | Kanagawa-juku    | 神奈川宿     | 2½ ri       | Musashi                   | Tachibana                 | Kanagawa                  | Kanagawa-ku, Yokohama     |
| 04  | Hodogaya-juku    | 程ヶ谷宿     | 1 ri 9 chō  | Musashi                   | Tachibana                 | Kanagawa                  | Hodogaya-ku, Yokohama     |
| 05  | Totsuka-juku     | 戸塚宿       | 2 ri 9 chō  | Sagami                    | Kamakura                  | Kanagawa                  | Totsuka-ku, Yokohama      |
| 06  | Fujisawa-juku    | 藤沢宿       | 1 ri 30 chō | Sagami                    | Kamakura / Kōza           | Kanagawa                  | Fujisawa                  |
| 07  | Hiratsuka-juku   | 平塚宿       | 3½ ri       | Sagami                    | Ōsumi                     | Kanagawa                  | Hiratsuka                 |
| 08  | Ōiso-juku        | 大磯宿       | 27 chō      | Sagami                    | Yurugi                    | Kanagawa                  | Ōiso                      |
| 09  | Odawara-juku     | 小田原宿     | 4 ri        | Sagami                    | Ashinoshimo               | Kanagawa                  | Odawara                   |
| 10  | Hakone-juku      | 箱根宿       | 4 ri 8 chō  | Sagami                    | Ashinoshimo               | Kanagawa                  | Hakone                    |
| 11  | Mishima-juku     | 三島宿       | 3 ri 28 chō | Izu                       | Kimisawa                  | Shizuoka                  | Mishima                   |
| 12  | Numazu-juku      | 沼津宿       | 1½ ri       | Suruga                    | Suntō                     | Shizuoka                  | Numazu                    |
| 13  | Hara-juku        | 原宿         | 1½ ri       | Suruga                    | Suntō                     | Shizuoka                  | Numazu                    |
| 14  | Yoshiwara-juku   | 吉原宿       | 3 ri 6 chō  | Suruga                    | Fuji                      | Shizuoka                  | Fuji                      |
| 15  | Kambara-juku     | 蒲原宿       | 2 ri 30 chō | Suruga                    | Ihara                     | Shizuoka                  | Shimizu-ku, Shizuoka      |
| 16  | Yui-juku         | 由比宿       | 1 ri        | Suruga                    | Ihara                     | Shizuoka                  | Shimizu-ku, Shizuoka      |
| 17  | Okitsu-juku      | 興津宿       | 2 ri 12 chō | Suruga                    | Ihara                     | Shizuoka                  | Shimizu-ku, Shizuoka      |
| 18  | Ejiri-juku       | 江尻宿       | 1 ri 3 chō  | Suruga                    | Ihara                     | Shizuoka                  | Shimizu-ku, Shizuoka      |
| 19  | Fuchū-juku       | 府中宿       | 2 ri 29 chō | Suruga                    | Udo                       | Shizuoka                  | Aoi-ku, Shizuoka          |
| 20  | Mariko-juku      | 鞠子宿       | 1½ ri       | Suruga                    | Udo                       | Shizuoka                  | Suruga-ku, Shizuoka       |
| 21  | Okabe-juku       | 岡部宿       | 1 ri 29 chō | Suruga                    | Shida                     | Shizuoka                  | Fujieda                   |
| 22  | Fujieda-juku     | 藤枝宿       | 1 ri 29 chō | Suruga                    | Shida                     | Shizuoka                  | Fujieda                   |
| 23  | Shimada-juku     | 島田宿       | 2 ri 8 chō  | Suruga                    | Shida                     | Shizuoka                  | Shimada                   |
| 24  | Kanaya-juku      | 金谷宿       | 1 ri        | Tōtōmi                    | Haibara                   | Shizuoka                  | Shimada                   |
| 25  | Nissaka-juku     | 日坂宿       | 1 ri 24 chō | Tōtōmi                    | Saya                      | Shizuoka                  | Kakegawa                  |
| 26  | Kakegawa-juku    | 掛川宿       | 1 ri 19 chō | Tōtōmi                    | Saya                      | Shizuoka                  | Kakegawa                  |
| 27  | Fukuroi-juku     | 袋井宿       | 2 ri 16 chō | Tōtōmi                    | Yamana                    | Shizuoka                  | Fukuroi                   |
| 28  | Mitsuke-juku     | 見付宿       | 1½ ri       | Tōtōmi                    | Iwata                     | Shizuoka                  | Iwata                     |
| 29  | Hamamatsu-juku   | 浜松宿       | 4 ri 7 chō  | Tōtōmi                    | Fuchi                     | Shizuoka                  | Naka-ku, Hamamatsu        |
| 30  | Maisaka-juku     | 舞坂宿       | 2 ri 30 chō | Tōtōmi                    | Fuchi                     | Shizuoka                  | Nishi-ku, Hamamatsu       |
| 31  | Arai-juku        | 新居宿       | 1 ri        | Tōtōmi                    | Fuchi                     | Shizuoka                  | Kosai                     |
| 32  | Shirasuka-juku   | 白須賀宿     | 1 ri 24 chō | Tōtōmi                    | Hamana                    | Shizuoka                  | Kosai                     |
| 33  | Futagawa-juku    | 二川宿       | 2 ri 16 chō | Mikawa                    | Atsumi                    | Aichi                     | Toyohashi                 |
| 34  | Toyohashi-juku   | 吉田宿       | 1 ri 20 chō | Mikawa                    | Atsumi                    | Aichi                     | Toyohashi                 |
| 35  | Goyu-juku        | 御油宿       | 2 ri 22 chō | Mikawa                    | Hoi                       | Aichi                     | Toyokawa                  |
| 36  | Akasaka-juku     | 赤坂宿       | 16 chō      | Mikawa                    | Hoi                       | Aichi                     | Toyokawa                  |
| 37  | Fujikawa-juku    | 藤川宿       | 2 ri 9 chō  | Mikawa                    | Nukata                    | Aichi                     | Okazaki                   |
| 38  | Okazaki-juku     | 岡崎宿       | 1 ri 25 chō | Mikawa                    | Nukata                    | Aichi                     | Okazaki                   |
| 39  | Chiryū-juku      | 池鯉鮒宿     | 3 ri 30 chō | Mikawa                    | Hekikai                   | Aichi                     | Chiryū                    |
| 40  | Narumi-juku      | 鳴海宿       | 2 ri 30 chō | Owari                     | Aichi                     | Aichi                     | Midori-ku, Nagoya         |
| 41  | Miya-juku        | 宮宿         | 1½ ri       | Owari                     | Aichi                     | Aichi                     | Atsuta-ku, Nagoya         |
| 42  | Kuwana-juku      | 桑名宿       | 3 ri        | Ise                       | Kuwana                    | Mie                       | Kuwana                    |
| 43  | Yokkaichi-juku   | 四日市宿     | 3 ri 8 chō  | Ise                       | Mie                       | Mie                       | Yokkaichi                 |
| 44  | Ishiyakushi-juku | 石薬師宿     | 2 ri 27 chō | Ise                       | Suzuka                    | Mie                       | Suzuka                    |
| 45  | Shōno-juku       | 庄野宿       | 27 chō      | Ise                       | Suzuka                    | Mie                       | Suzuka                    |
| 46  | Kameyama-juku    | 亀山宿       | 2 ri        | Ise                       | Suzuka                    | Mie                       | Kameyama                  |
| 47  | Seki-juku        | 関宿         | 1½ ri       | Ise                       | Suzuka                    | Mie                       | Kameyama                  |
| 48  | Sakashita-juku   | 坂下宿       | 1 ri 24 chō | Ise                       | Suzuka                    | Mie                       | Kameyama                  |
| 49  | Tsuchiyama-juku  | 土山宿       | 2½ ri       | Ōmi                       | Kōka                      | Shiga                     | Kōka                      |
| 50  | Minakuchi-juku   | 水口宿       | 2 ri 25 chō | Ōmi                       | Kōka                      | Shiga                     | Kōka                      |
| 51  | Ishibe-juku      | 石部宿       | 3 ri 12 chō | Ōmi                       | Kōka                      | Shiga                     | Konan                     |
| 52  | Kusatsu-juku     | 草津宿       | 2 ri 25 chō | Ōmi                       | Kurita                    | Shiga                     | Kusatsu                   |
| 53  | Ōtsu-juku        | 大津宿       | 3 ri 24 chō | Ōmi                       | Shiga                     | Shiga                     | Ōtsu                      |
| –   | Sanjō-Ōhashi     | 三条大橋     | 3 ri        | Yamashiro                 | Atagi                     | Kyōto                     | Higashiyama-ku, Kyōto     |

## Heute
Im Zuge der Modernisierung Japans in der Meiji-Zeit und im 20. Jahrhundert wurde die ursprüngliche Trasse des Tōkaidō auf Teilstrecken nicht mehr benutzt. Andere Strecken werden jedoch auch heute noch als normale Straßen benutzt, teilweise sogar als Nationalstraße Nr. 1.
Heute ist der Verlauf des Tōkaidō der meistbefahrene Verkehrsweg in Japan. Er verbindet Tokio (Japans Hauptstadt und größte Stadt) über Nagoya mit Kyōto und Osaka. Der Route Tokio-Nagoya-Kyōto-Ōsaka folgen die Tōkaidō-Hauptlinie (Eisenbahn) und die Tōmei- und Meishin-Autobahn. Eine der ersten japanischen Hochgeschwindigkeitszugstrecken (Shinkansen), die seit 1964 Tokio mit Ōsaka verbindet, wurde in Erinnerung an die traditionelle Handelsstraße Tōkaidō-Shinkansen genannt.

## In der japanischen Kunst
Der Tōkaidō übte auf japanische Künstler und Dichter eine große Faszination aus. Am bekanntesten ist der Holzschnittzyklus 53 Stationen des Tōkaidō bzw. die Hoeidō-Ausgabe des Künstlers Utagawa (Andō) Hiroshige.

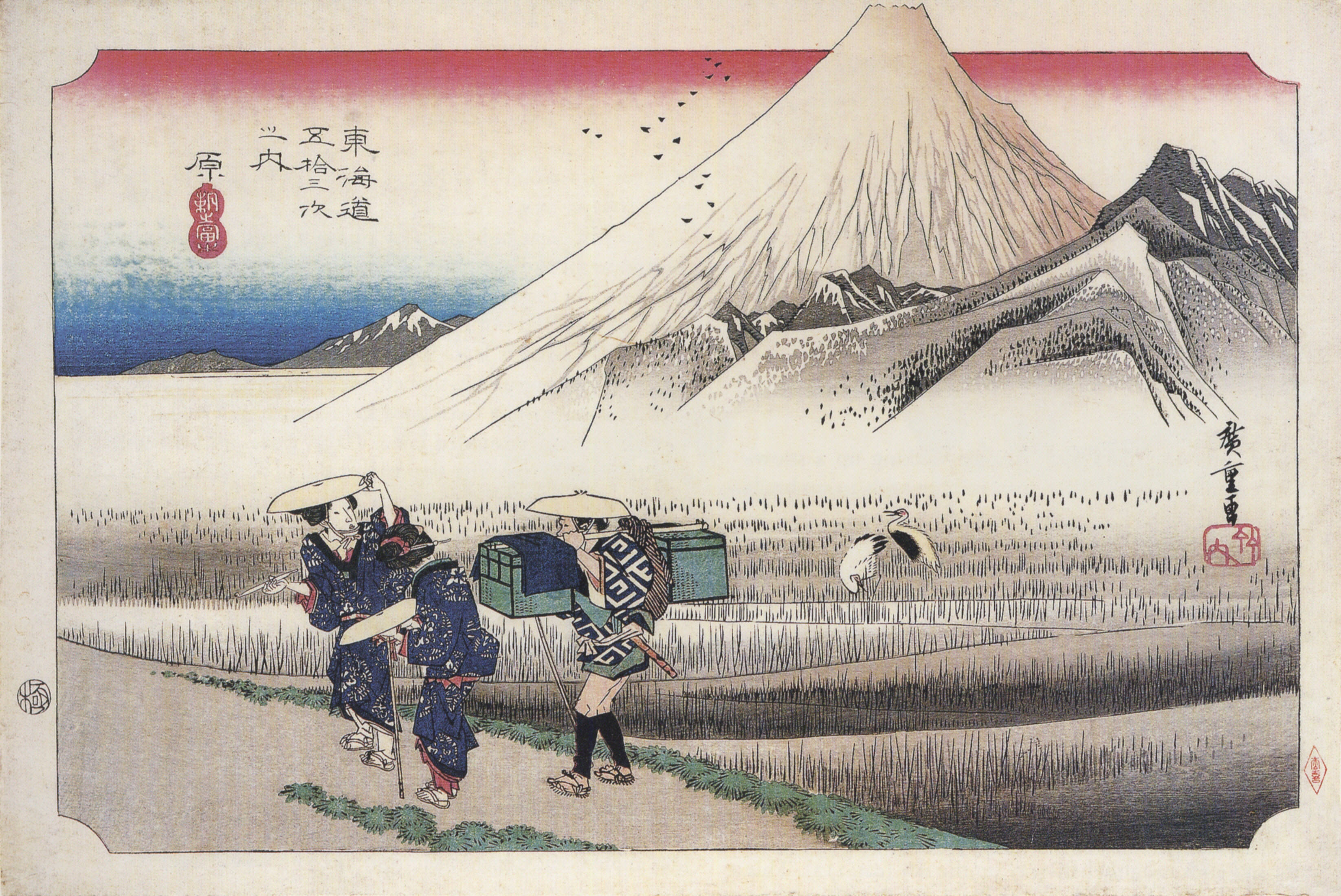
Station 13: Hara
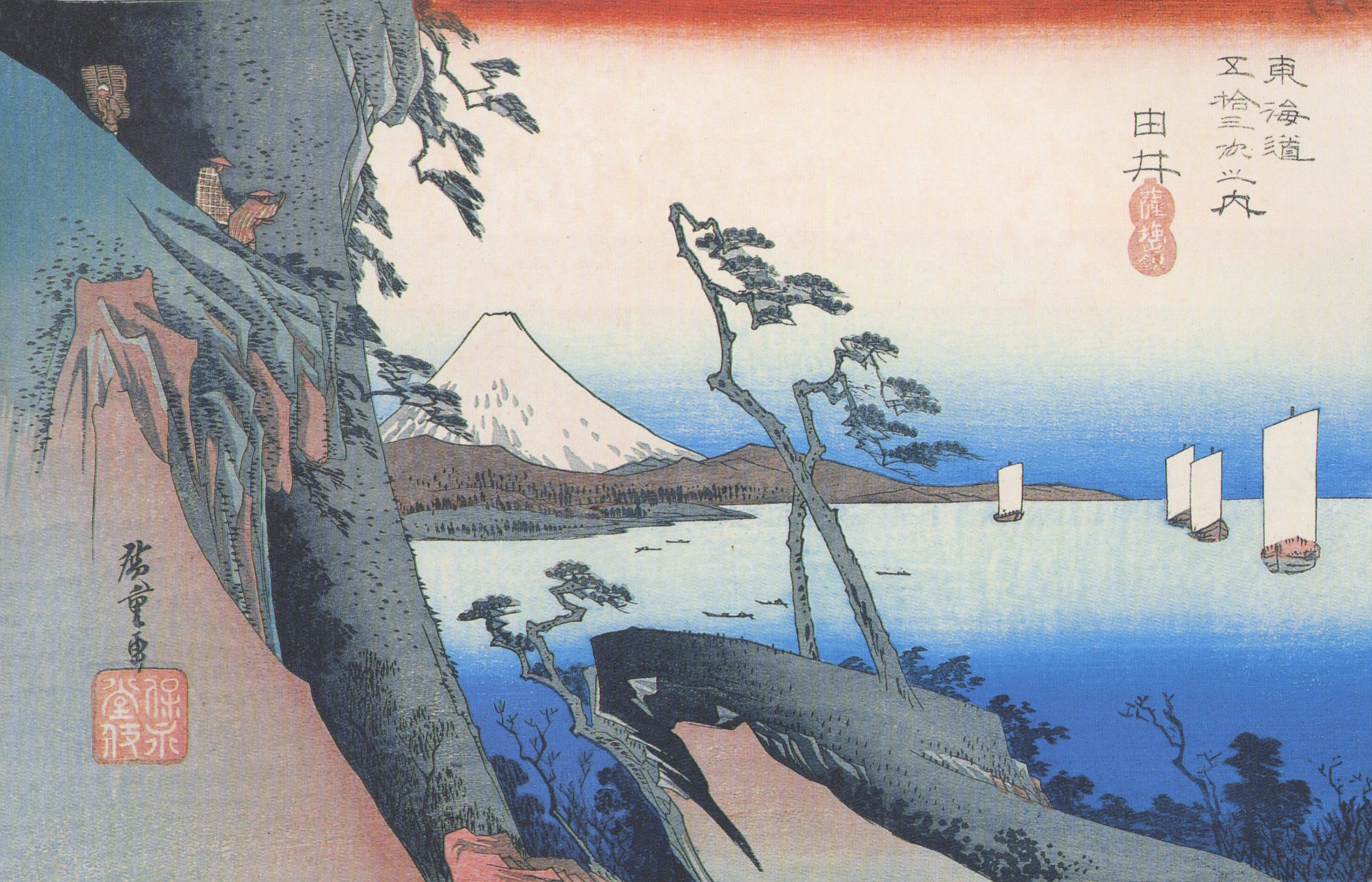
Station 16: Yui